# Nóhime
Nóhime (japánul: 濃姫) egy kiemelkedő női alak volt a Hadakozó fejedelemségek korszakától, egészen az Azucsi-Momojama korszakig a Japán történelemben. Politikai érdekházasságot kötött az Ovari tartomány urával, Oda Nobunagával a Hadakozó fejedelemségek időszaka alatt. Eredeti neve Kicsó (帰蝶) volt, de mivel a Mino tartományból származott, ezért általában Nóhimének hívták. („Mino hölgye”, melyben a „No”, a japán Nóshú rövidítése, ami a Mino tartománynak egy másik megnevezése, a hime, pedig a japán kifejezés a hölgyre, hercegnőre, vagy nemesi származású nőre). Híres volt szépségéről és okosságáról.
Nóhime az akkori Mino tartomány daimjójának, Szaitó Dószannak és egy Omi no Kata-ként ismert nőnek volt a lánya. Maga Nóhime igen keveset jelenik meg a történelmi feljegyzésekben, emiatt nincs pontos információ a születésének és elhalálozásának dátumát illetően. Feltehető, hogy 1533 és 35 között született. A rendelkezésünkre álló történelmi feljegyzésből az a következtetés vonható le, hogy Nóhime meddő volt, ezért amikor Nobunaga ágyasa, Kicuno hölgy életet adott Oda Nobutadának, a gyermek Nobunaga törvényes feleségéhez került, Nóhiméhez, aki felnevelte őt, mint Nobunaga örökösét.

## Élete

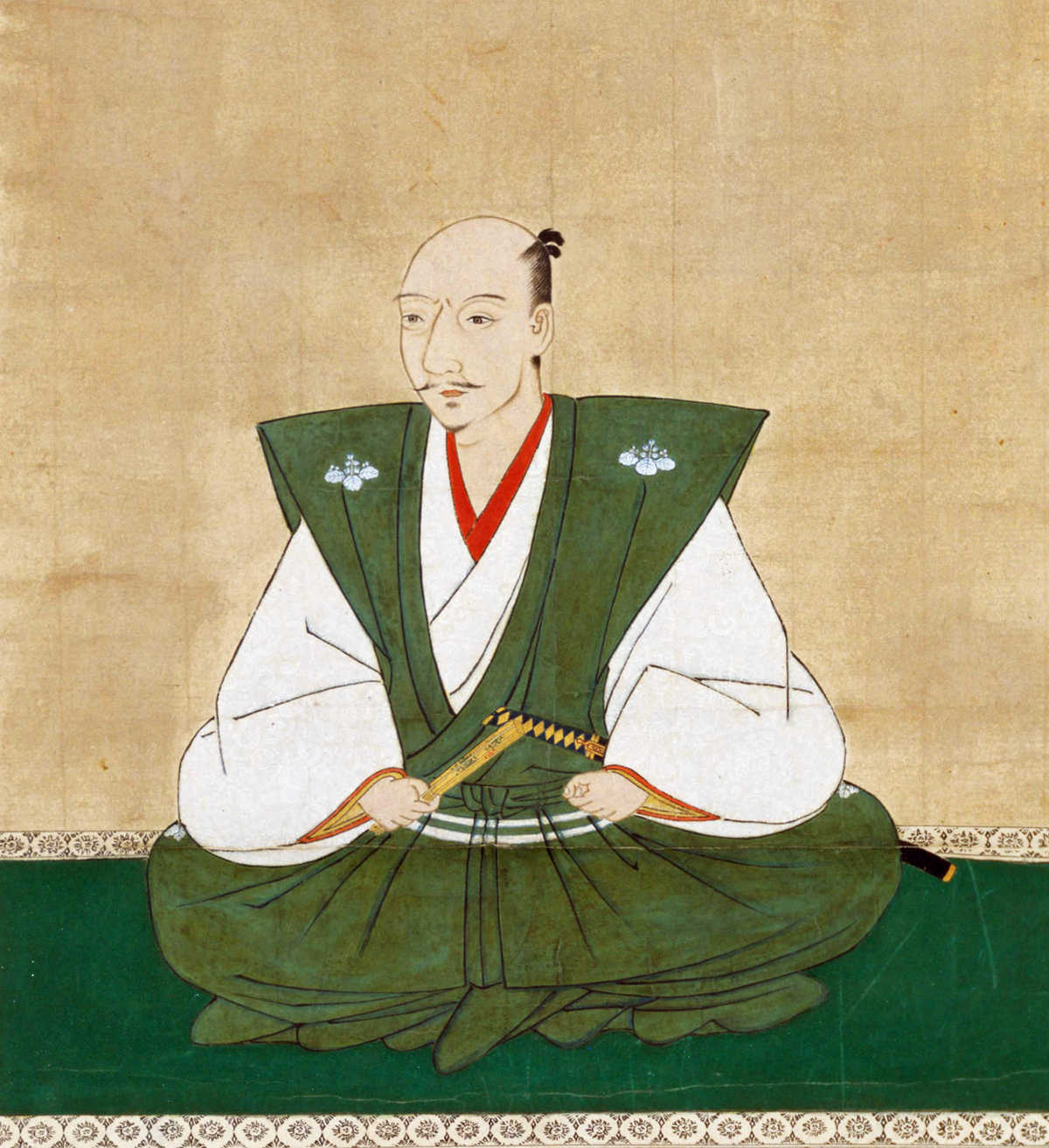
Oda Nobunaga

Nóhime édesapja a Mino tartomány daimjója, Szaitó Dószan volt, édesanyja Omi no Kata, aki feljegyzések szerint a keleti Mino egyik legnevesebb családjából, az Akecsi-családból származott. Nóhime az ő egyedüli gyermeke volt.
Születési éve viszont nem datálható teljes biztonsággal, ugyanis kifejezetten kevés forrás áll rendelkezésünkre. Ezen kevés források közül a legelfogadottabb a Mino no kuni sókjúkiben (A minó tartomány krónikái美濃国諸旧記 ) található, ami szerint a Tenbun korszak  negyedik évében (1535) született. Ezen forrás szerint Nóhime egy évvel volt fiatalabb későbbi férjénél, Oda Nobunagánál.
A közhiedelem szerint a Tenbun-korszak tizedik éve (1541) körül, Szaitó Dószan Toki Jorinarit, a Mino tartomány shugoját (katonai vezető) száműzte és annak nemzetségét pedig legyilkolta, s így a Mino tartomány daimjója lett. Azonban még mindig rengeteg hűbéres volt, aki a Toki klánt követte, s emiatt a környék belügyei rendezetlenek maradtak. Emiatt Dószan az első fiát Szaitó Jositacut nevezte ki a Mino tartomány shugojává (katonai vezetőjévé). A Tenbun korszak tizenharmadik évének (1544) nyolcadik hónapjában, a szomszédos tartomány Ovari vezetőjének, Oda Nobuhidének nem tetszett Szaitó Dószan felemelkedése, ezért 5000 fős hadsereget küldött segítségül Toki Jorinarinak és unokaöccsének Jorizuminak, amihez az Ecsizen tartomány vezetője Aszakura Takakage is hozzájárult. Így már 7000 fős hadsereggel tudtak délről és nyugatról is támadni. Szaitó csapatai először az Oda csapatokkal küzdöttek meg délen, de Szaitó seregének a nagy része odaveszett és a környéken lévő mai Gifu kastély is leégett. Az Oda klánnal való megegyezés feltétele viszont a legidősebb Oda fiú, Nobunaga és Szaitó Dószan lányának, Nóhimének házasságát jelentette.
1546-ban Dószan megegyezett Aszakura Takakagéval is, azzal a feltétellel, hogy Toki Jorinari átadja a shugo címet unokaöccsének, Jorizuminak és Dószan lánya, hozzámegy Jorizumihez, a béke zálogaként. Úgy tartják, hogy ez a lány is Dószan törvényes feleségének lánya, Nóhime volt. Ez a házasság a Toki család fejével történt volna, amihez megfelelő társadalmi pozíció volt szükséges. Ezen leírás szerint, Nóhime csak 12 éves volt, amikor összeházasodott Toki Jorizumival. Ennek ellenére az ígéret, amit apja Nobuhidének tett, a lánya kezét illetően, ugyanúgy állt.
A Mino no kuni sókjúkiben (A mino tartomány krónikái 美濃国諸旧記)  írtak szerint Toki Jorizumi az Okuva kastély ostroma alatt életét vesztette. Férje halála után, Nóhime feltehetőleg visszatért szüleihez.
A Tenbun korszak tizenhatodik évétől a tizenhetedikig (1547-48), Dószan és Nobuhide számos alkalommal harcoltak még az Ógaki kastély megszerzéséért. Mivel nem tudták sehogy sem megoldani a konfliktust, újra felszínre hozták az előző évben a szövetségre tett ígéretüket. A Mino no kuni sókjúki szerint (A mino tartomány krónikái 濃国諸旧記) Nobuhidét sürgetni kellett a döntéshozatallal, mert betegségre volt hajlamos. Ezért Dószan lánya, Nóhime, 1549. március 23-án házasságot kötött Oda Nobunagával.
A Tenbun korszak huszonkettedik évének (1553) májusában Dószan és Nobunaga találkozót tartott a Sótoku templomban, de furcsamód Nóhiméről nem esik szó se itt, sem a Nobunagával való házasságkötése utáni időszakban leírt feljegyzésekben. Saját apja, Dószan végrendeletében sem szerepel.
A Szeisú gunkiben (勢州軍記) és a Sókenkiben (総見記) leírják, hogy Nóhimének nem született gyermeke, ezért Nobunaga ágyasától, Kicunotól született gyermeket fogadta örökbe és tette törvényes fiává.
Az utolsó feljegyzés, amiben szerepel Nóhime, az azt írja le, hogy a Szaitó család családi templomának adományozott egy portrét apjáról, de ennek pontos idejét nem említi a forrás. Ezért, nem tudni Nóhime halálának dátumát és családi templomának létezése és posztumusz Buddhista neve (戒名, kaimjó) sem ismert.

## Teóriák Nóhime eltűnéséről
A Nóhiméről szóló történelmi feljegyzések meglehetősen hiányosak, s valódiságukról nehéz meggyőződni, ezért bizonytalanság lengi körül a nő személyét. A közhiedelem szerint, Nóhimének és Nobunagának nem lehetett gyermeke, de sok eset bizonyítja, hogy Nobunaga gyermekeinek, kifejezetten a lányok anyjának kiléte is ismeretlen volt. A fent említetteket a Nobunaga úr krónikáiban (Sincsó kóki 信長公記) olvashatjuk, aminek bizonyítottan történelmi értéke van, de azon kívül máshol nem jelenik meg. A feljegyzések hiánya miatt, számos spekuláció született Nóhime további életéről. A következőkben különböző szemszögből olvashatunk ezekről a teóriákról, de fontos kiemelni, hogy ezek mind hipotézisek és következtetések.

### Halála
Mivel nincsenek információk Nóhiméről az Oda klán hivatalos feljegyzései között, felmerült az a teória, hogy Nobunagával köttetett házassága és egyben Nóhime élete is a Honnódzsi templombéli incidensig tartott. Nem kizárt az sem, hogy Nóhime beteg lett ebben az időszakban, de arra alapozva, hogy nincsen róla konkrét feljegyzés, ennek a lehetőségnek nem kell feltétlenül Nóhime halálát is jelentenie.

### Teória arról, hogy csatában hunyt el

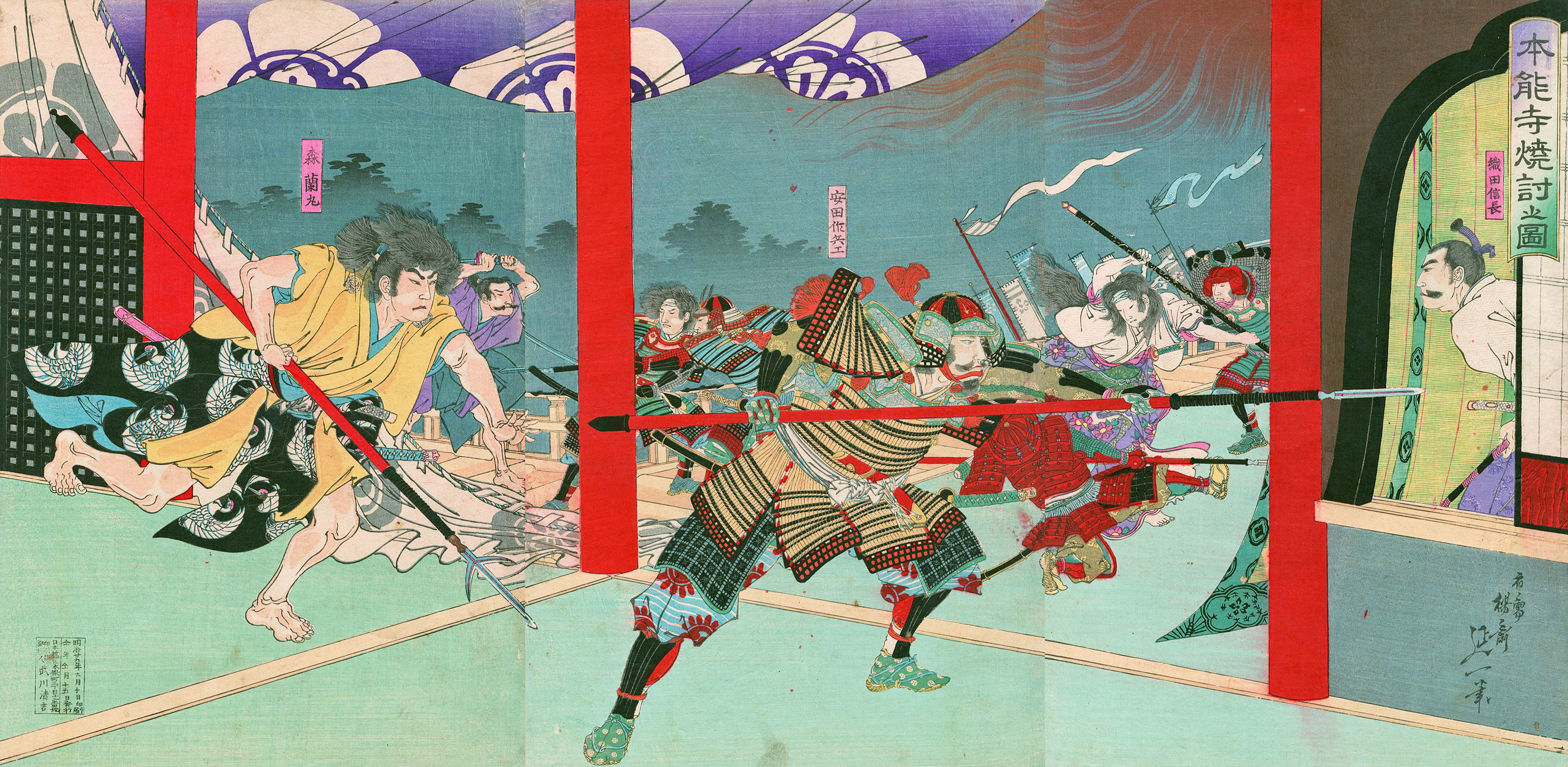
"Az égő Honnódzsi" (Nóhime naginatával a kezében harcol jobb középen)

Sok helyen ábrázolták Nóhimét egy bizonyos japán karddal, naginatával, a Honnódzsi templombéli incidens alatt, ezért következtetnek arra, hogy Nobunaga mellett harcolt a csatában és ott vesztette életét, de ezen ábrázolások csak később keletkeztek, tehát nincs tényleges bizonyíték arra, hogy Nóhime részt vett volna a csatában. Nóhime effajta ábrázolása kizárólag regényekben jelent meg.

### Azucsi dono teória
Nobunaga második fia, Oda Nobukacu által a Tensó korszak tizenötödik évében (1587) írt, Oda Nobukacu bungencsóban (Oda Nobukacu hűbéreseinek nyilvántartása織田信雄分限帳) szerepel egy leírás egy bizonyos Azucsi donoról, akiről azt állítják, hogy maga Nóhime volt. A leírás szerint, Azucsi dono olyan nagy hűbérbirtokot kapott, ami miatt harmadikként lett számon tartva Nobukacu női hűbéresei között. Neve pedig az Azucsi kastélyra utalt, ami Oda Nobunaga székhelye volt. Ebből következtetnek arra, hogy neki egy olyan személynek kellett lennie, aki közel állt a családhoz, ezért gondolják, hogy ő lehetett Nobunaga törvényes felesége, aki életben maradt és így meg tudta őrizni pozícióját.

## Nóhime a popkultúrában
Nóhime karakterét a japán színésznő, Nakatani Miki testesítette meg az 1998-as Oda Nobunaga című filmben. A nagy sikernek örvendő, mangán alapuló Nobunaga Concertoban, Sibaszaki Kó játssza a nehezen megközelíthető, de arany szívű Kicsót. A Szamuráj harcosok című videójátékban is megjelenik a karaktere, aminek az amerikai verzióban Mary Elizabeth McGlynn ad hangot, míg a japánban Mariko Suzuki. A Capcom által készített Onimusha 3 videójátékban Nóhime karaktere bebizonyítja szerelmét és hűségét démoni férje, Nobunaga iránt, azzal, hogy ő is átváltozik egy démoni lénnyé. Ő lesz az, akit a főszereplőnek kell majd legyőzni egy végső csatában az Azucsi kastély legtetején.
2005-ben a Koei kiadta a Kessen 3 című, valós idejű stratégiai játékot, ami Nobunaga életén alapult. Nóhime megjelent ebben a játékban is Kicsó néven, mint egy választható karakter. A játék által feldolgozott események szerint, Akecsi Micuhide, aki csapatokat vezetett Nobunaga ellen Honnódzsinál, Kicsó testőre volt még a lány gyerekkorában, de később egy életre eltiltották tőle. Ezért néhány év múlva csatlakozott Nobunaga csapataihoz és Kicsót használta, hogy hatalmat szerezzen Nobunaga fölött.
Nóhime a Sengoku Basara című játékokban is játszható karakter, aki először ugyan egy gyengéd nőként van bemutatva, de mégis igen nagy erejű fegyvereket használ.

## Nóhime megjelenése művekben

### Tv dráma
- Nóhime (angolul: Nouhime: Wife of a samurai, első sugárzás: 2012. március 17, TV Asahi, Nóhime szerepében: Mizuki Alisa)
- Nóhime 2, Szengoku no onnatacsi (első sugárzás: 2013. június 23, TV Asahi, Nóhime szerepében: Mizuki Alisa)
- Nobunaga Concerto (első sugárzás: 2014. október 13, Fuji TV, Nóhime szerepében: Szibaszaki Kó)
- Kirin ga Kuru (első sugárzás: 2020, NHK World Televison, Nóhime szerepében: Szavadzsiri Erika)

### Regény
- Nakadzsima Micsiko: Nóhime to Hiroko: Nobunaga no cuma to Micuhide no cuma (Kavade Shobo Shinsha, 1992. augusztus)
- Kuramoto Jú: Nóhime jüme kikó (Kobalt Bunko, 1995. november)
- Fudzsivara Mari: Kaeruhimade (Kobalt Bunko, 1995. december)
  - Jume no ato – Mino ki i den (Kobalt Bunko, 2001. március)
- Ai Keiko: Nóhime Kosú (Kódansa Bunko, 1996. március)
- Szakurada Sinja: Szengoku busó no cumatacsi ( Cosmos Bunko, 2002. január)
- Abe Akiko: Szengoku renka – nemureru haó (Kobalt Bunko, 2010. január)
- Morota Reiko: Kicsó (PHP kenkjúsó, 2015. október)
- Mijamoto Maszataka: Dona Bibora no cume ue (Csúókóronsinsa, 2016. augusztus)
- Fudzsiszaki Ajuna: Szengoku hime – Nohime no monogatari (Súeisamirai Bunko, 2016. szeptember)

### Manga
- Miucsi Szuzue: Nidzsi no ikusza – Miucsi Szuzue kessakuszen 5 (Hakuszensa, Hanatoyume Comics, 1994. szeptember)
- Tamura Jumi: Sinvaninatta gogo (Sógakukan, Flower Comics, 1986. november)
- Kavamura Eri: Gotoku Sundzsú – Dzsidai Romance Series 4 (Akitasóten, Princess Comics, 1994. szeptember)
  - Katabira no mai, Nonunaga no Dzsidai – Dzsidai Romance Selection 3 ( Princess Comics, 2012. május 16)
- Kajama Jumi: Toki o kaketa sódzsótacsi 4 (Kódansa Comics friend, 1999. június)
- Konno Azure: Nobunaga szensei no itona cuma (Gekkan Action, 2017. november)